# 蘇芳色
蘇芳色（すおういろ）とは黒味を帯びた赤色。蘇方色、蘇枋色とも書く。蘇芳とは染料となる植物の名前で、この色はこれをアルカリ性水溶液で媒染したもの。今昔物語では凝固しかけた血液の表現にも使われている。

## 蘇芳
インド・マレー原産のマメ科の染料植物（学名Biancaea sappan、マレー名pokok sepang・中国読みsufang←すべて第一声）を指す。心材や莢にブラジリンと言う赤色色素を含み、この色素を用いて明礬で媒染すると赤色、木灰などのアルカリ性水溶液だと色見本に似た赤紫、鉄を用いると黒っぽい紫（似紫）に染め上がる。
中国などでは、毛織物や絹織物のほかに木材を蘇芳で染めて高価な紫檀のイミテーションなども作られていた。日本には奈良時代頃渡来し、独立した染料としても、紅や紫根の代用品としても貴族社会で非常に愛好された。伝来して後は、蘇芳花あるいは蘇芳泡と呼ばれる日本画の絵具としても使われており、紅と同じく心材を煎じ詰めたものを陶器などに塗って乾燥させて用いる。
襲の色目にも登場し、色目は樹の断面を模した表は薄茶、裏は赤色の通年使用可能な重ねである。

## JISにおける定義
日本工業規格では、JIS慣用色名の1つとして右図のようにマンセル値が定義されている。

## 近似色
- 赤
- 紫
- 赤紫
- 似紫
- えんじ色
- マルーン (色)
- ピュース